# أيتور غونثاليث
أيتور غونثاليث (بالإسبانية: Aitor González)‏ مواليد 27 فبراير 1975 في إقليم الباسك، إسبانيا، هو دراج إسباني سابق في صنف سباق الدراجات على الطريق.

## سباقات أو مراحل فاز بها
- طواف فرنسا
- طواف إسبانيا
- طواف سويسرا
- طواف إيطاليا

## روابط خارجية
- أيتور غونثاليث على موقع الاتحاد الدولي للدراجات (الإنجليزية)
- أيتور غونثاليث على موقع أرشيف الدراجات (الإنجليزية)
- أيتور غونثاليث على موقع إحصائيات الدراجات الإحترافية (الإنجليزية)
- أيتور غونثاليث على موقع نسبة الدراجات (الإنجليزية)
- أيتور غونثاليث على موقع CycleBase (الإنجليزية)